# Villa Pielenz

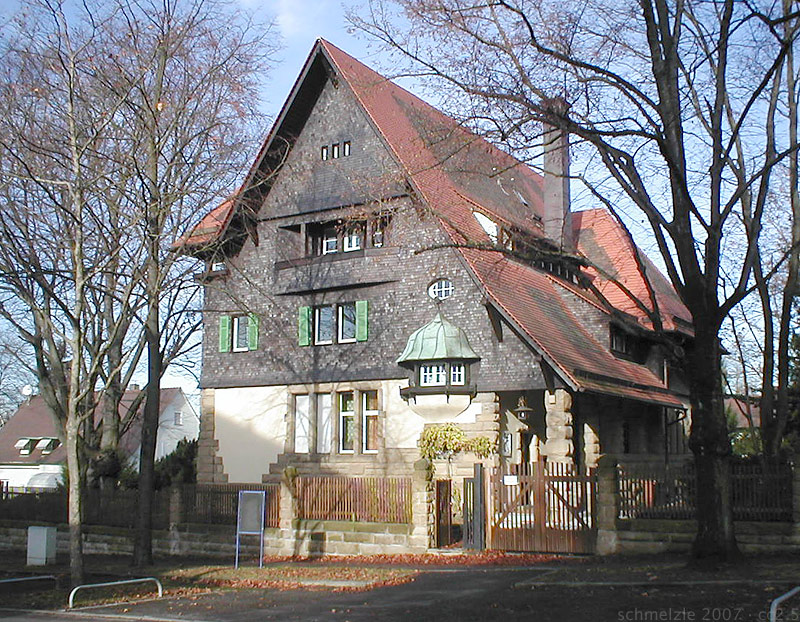
Villa Pielenz in Heilbronn

Die Villa Pielenz ist ein großbürgerliches Wohnhaus an der Wollhausstraße 93 in Heilbronn, das 1905 von Hugo Eberhardt in der englischen Landhausarchitektur errichtet wurde und unter Denkmalschutz steht.

## Geschichte

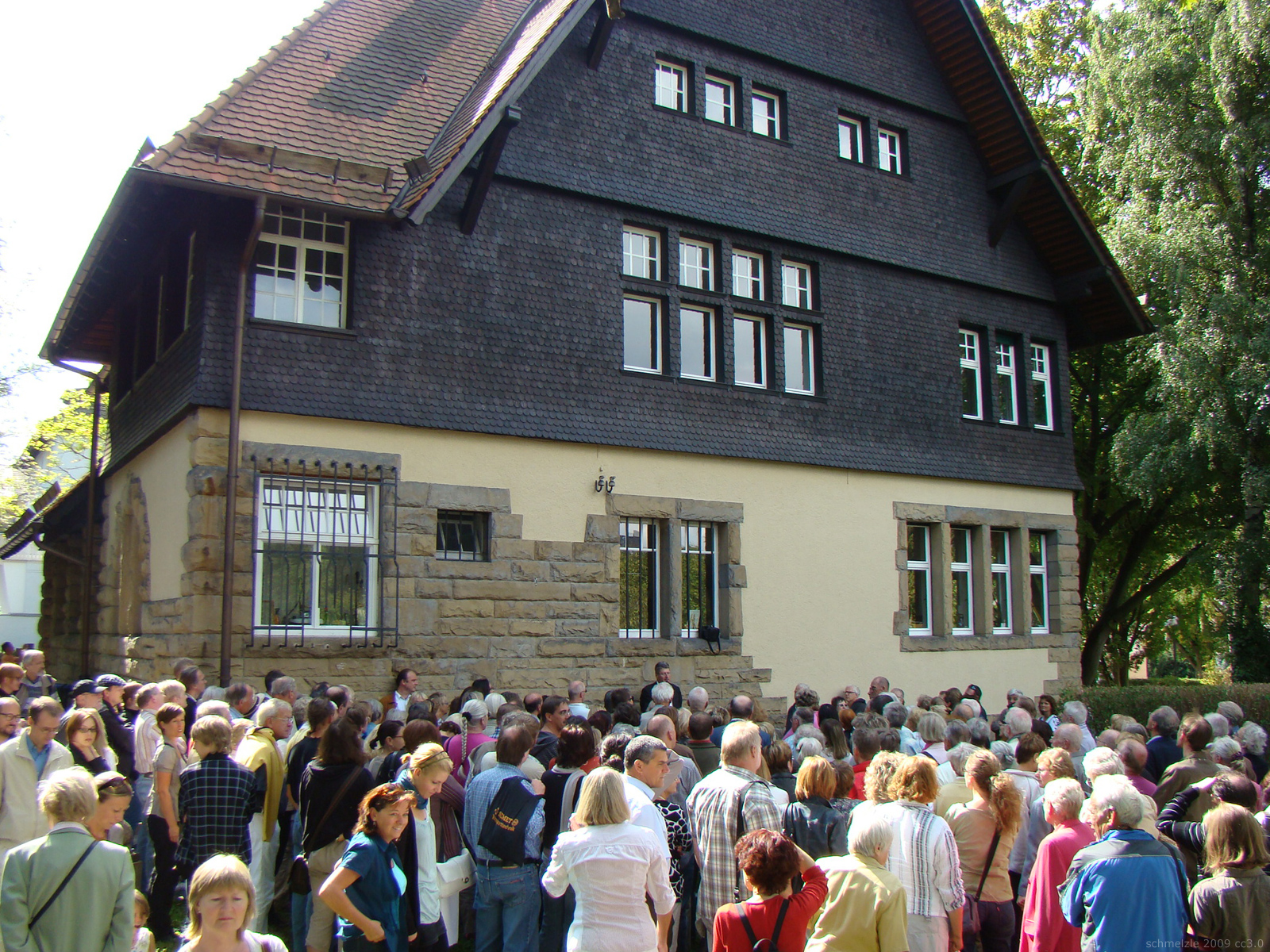
Großer Andrang beim Tag des offenen Denkmals im September 2009

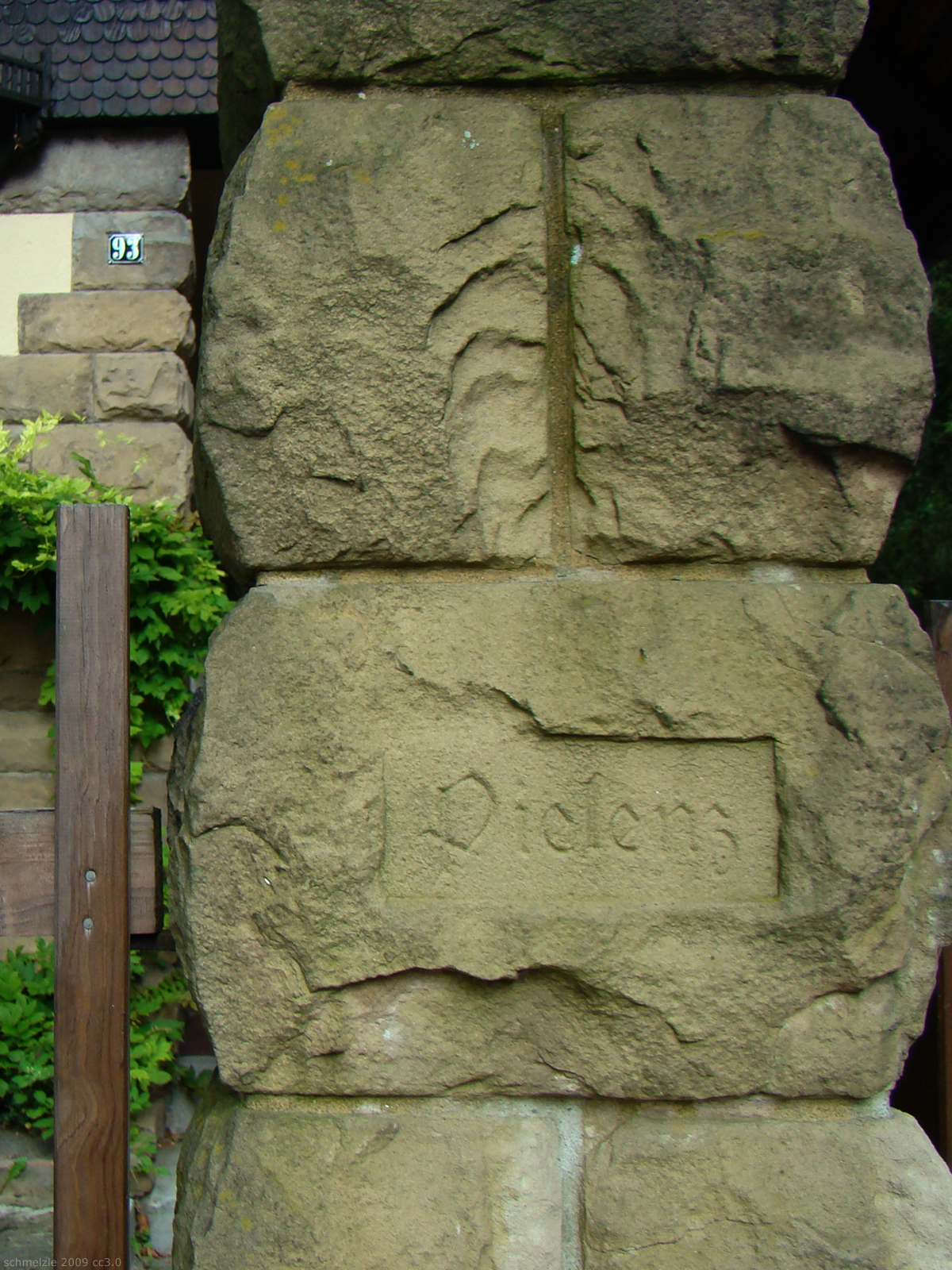
Namensinschrift am Gartentorpfosten der Villa Pielenz

Die Villa wurde 1905 nach Plänen des Frankfurter Architekten Hugo Eberhardt für den Knorr-Generaldirektor Gustav Pielenz (1862–1944) erbaut. Hugo Eberhardt errichtete in Heilbronn neben der Villa Pielenz auch die Villen Plappert und Berberich. Er führte mit seinen Heilbronner Villen die englische Landhausarchitektur in der Region ein.
1950 gehörte die Villa dem Arzt Julius Gutmann, der mit Gustav Pielenz' Tochter Gertrud (1896–1988) verheiratet war. Die beiden lebten in der Oststraße 79. Das Erdgeschoss der Villa Pielenz bewohnte 1950 der Versicherungsvertreter Richard Rümelin. Im ersten Stock befand sich die von Helene Hönig geführte Tabakwarenhandlung Paul Betsch. Außerdem waren noch drei Wohnungen vermietet. 1961 hatte Paul Röser, der in der Gymnasiumstraße 35 lebte, die Villa erworben. Die Bewohner waren der Verkaufsleiter Dittrich Freiherr von Berlichingen, der Pfarrer Theodor Walter und der Steueramtmann Ernst Schütz.

## Beschreibung
„Mit einer Kombination von Bruchsteinmauerwerk im Erdgeschoss und verschindelten Obergeschossen, einer Fassade mit rustizierten Fenstergruppen und Fenster und Gaupen gelang Hugo Eberhardt  ein Beispiel funktionstüchtiger Sachlichkeit in der Art des Baumeisters Hermann Muthesius.“

Die von Vorbildern des Architekten Hermann Muthesius beeinflusste Formensprache ist an der Verwendung von Bruchsteinmauerwerk im Erdgeschoss und Schindeln im Ober- und Dachgeschoss erkennbar. Die Form des Daches ist typisch für das Schaffen von Hugo Eberhardt. Insbesondere die Innenarchitektur der Villa ist ganz den Prinzipien der Neuen Sachlichkeit gewidmet. Die Raumauffassung, Ausstattung, und Technik der Innenarchitektur entsprechen ganz dem Stil der 1920er Jahre.

## Kunstgeschichtliche Bedeutung
Das Gebäude gehört zu der von Hermann Muthesius geprägten Moderne und wurde deswegen unter Denkmalschutz gestellt:

„Qualitätsvolles Dokument progressiver Villenarchitektur nach dem Vorbild englischer Landhäuser. Diese Architekturauffassung initiiert durch […] Hermann Muthesius ist […] ablesbar. Die mächtige, durchgegliederte Dachlandschaft ist ein Hauptleitmotiv sowohl des englischen Landhausstils als auch des Schaffens von Hugo Eberhardt.“